# Bayerischer Wald

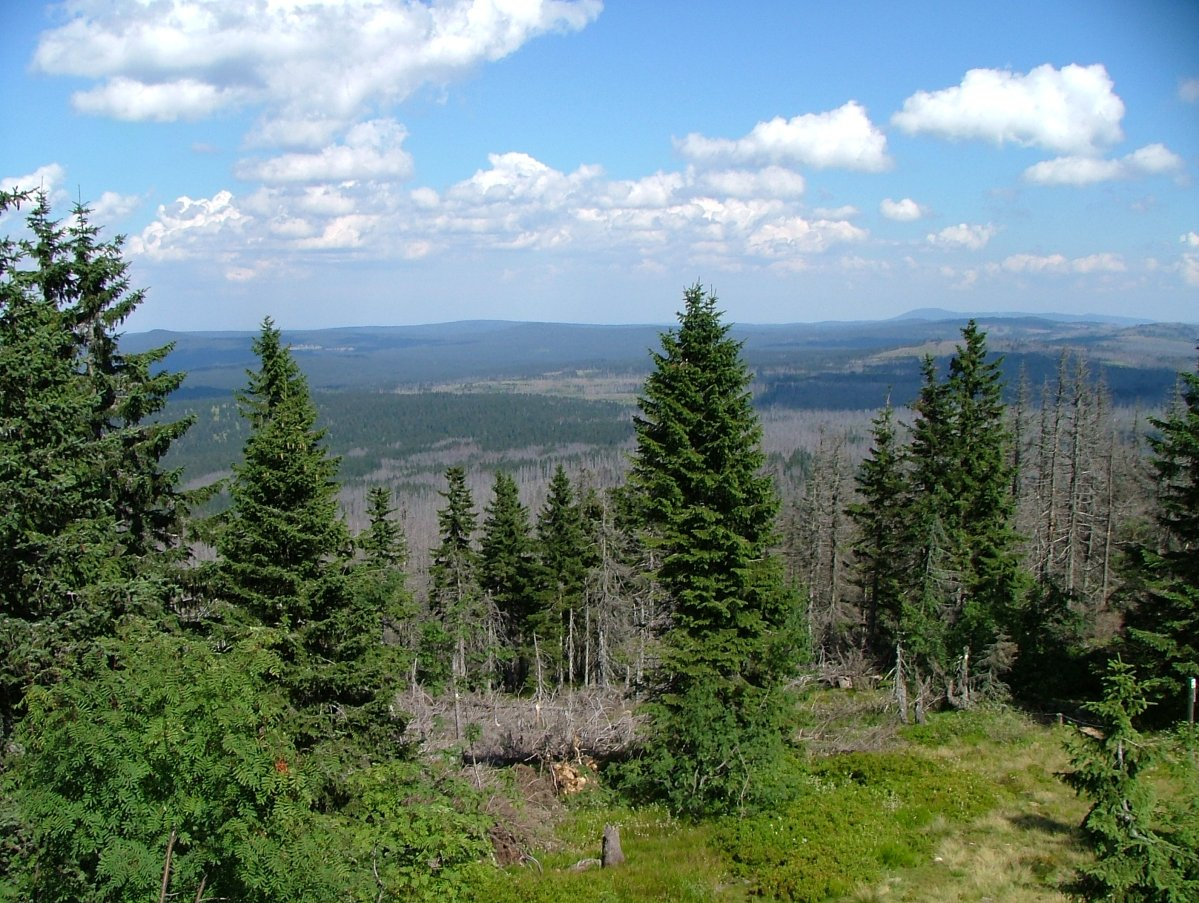
Bayerischer Wald

Bayerischer Wald sau Pădurea Bavareză este o regiune muntoasă în care se află munți de înălțime medie, aparținând din punct de vedere geografic de Munții Pădurea Boemiei, regiune situată la granița dintre Bavaria de Est și Republica Cehă. Pădurea Bavareză se întinde în parte pe teritoriul regiunilor Niederbayern, Oberpfalz fiind situat în mare parte în bazinul râului Regen și Ilz care se varsă în Dunăre. O mică parte din regiune în apropiere de granița cu Republica Cehă aparține de bazinul râului Vltava care se varsă în Elba. Pădurea Bavareză se continuă spre est cu Munții Pădurea Boemiei (Böhmerwald), spre sud-est cu regiunea Austria Superioară care cuprinde Mühlviertel. Spre nord este limitat de  Cham-Further Senke, și Oberpfälzer Wald.
Cel mai înalt munte din regiune este Große Arber cu altitudinea de 1.456 m deasupra n.m. urmat de Großer Rachel (1.453 m). În partea de est a regiunii se află Parcul național Bayerischer Wald care a luat ființă în anul 1970, fiind ulterior extins și pe teritoriul Cehiei unde a luat naștere Biorezervatul Šumava. În Pădurea Bavariei turismul se bucură de o atenție deosebită fiind amenajate trasee pentru drumeție, panouri de informare asupra florei și faunei din regiune, numeroase piste de schi ca și ateliere de sticlărie. În localitatea Zwiesel se pot afla informații detaliate despre structura geologică a regiunii. De asemenea, în această regiune este interesantă stațiunea geodezică de la Wettzell de lângă Bad Kötzting.

## Munți
| - Almberg (1139 m) - Alzenberg (1100 m) - Arber, Großer (1456 m) - Arber, Kleiner (1384 m) - Aschenstein (945 m) - Bernhardsnagel (896 m) - Bistand (865 m) - Büchelstein (831 m) - Breitenauriegel (1114 m) - Brotjacklriegel (1016 m) - Burgstall (976 m), siehe Hoher Bogen - Dreisesselberg (1333 m) - Dreitannenriegel (1092 m) - Eckstein (1073 m),siehe Hoher Bogen - Eschenberg (1043 m) - Einödriegel (1121 m) - Enzian (1285 m) - Falkenstein, Großer (1315 m) - Falkenstein, Kleiner (1190 m) - Farrenberg (1203 m) - Friedrichsberg (934 m) - Fürberg (880 m) - Geißkopf (1097 m) - Geißlstein (920 m) - Geißriegel (1046 m) - Grandelberg (1010 m) - Gsengetstein (952 m) - Guntherstein (796 m) - Hahnenbogen (1257 m) - Hahnenriegel (1108 m) - Haibühler Spitz (1047 m) - Haidel (1167 m) - Harlachberger Spitz (913 m) | - Hausstein (917 m) - Hennenkobel (965 m) - Hessenstein (878 m) - Heugstatt (1261 m) - Hindenburgkanzel (1049 m) - Hirschberg (1039 m) - Hirschenstein (1095 m) - Hochberg (942 m) - Hochstein (Arnbruck) (1132 m) - Hochzellberg (1208 m) - Hoher Bogen (1079 m) - Hoher Filzberg (1279 m) - Hohlstein (1196 m) - Hörndl (1015 m) - Kaitersberg (1132) - Kanzel (1011 m) - Käsplatte (979 m) - Kiesruck (1265 m) - Knogl (1056 m) - Kreuzfelsen (999 m) - Kronberg (984 m) - Lackenberg (1337 m) - Lichtenberg (1030 m) - Lusen (1373 m) - Mittagsplatzl (1340 m) - Mittagstein (1034 m) - Mühlriegel (1080 m) - Oberfrauenwald (948 m) - Ödriegel (1156 m) - Osser, Großer (1293 m) - Osser, Kleiner (1266 m) - Plattenhausenriegel (1376 m) - Bayerischer Plöckenstein (1365 m) | - Predigtstuhl (1024 m) - Pröller (1048 m) - Rachel, Großer (1453 m) - Rachel, Kleiner (1399 m) - Rauchröhren (1045 m), siehe Kaitersberg - Rauher Kulm (1050 m) - Riedelstein, Großer (1132 m) - Riesberg (934 m) - Rollmannsberg (1042 m) - Rote Höhe (1050 m) - Ruhmannsberg (863 m) - Rukowitzberg (1269 m) - Rusel (856 m) - Schwarzeck (1238 m) - Schwarzkopf (1060 m) - Schwarzriegel (1079 m) - Scheuereckberg (1196 m) - Siebensteinkopf (1263 m) - Silberberg (955 m) - Staffelberg (793 m) - Steinberg (830 m) - Steinfleckberg (1341 m) - Sternknöckel (818 m) - Sulzberg (1146 m) - Sulzriegel (1261 m) - Teufelstisch (901 m) - Vogelsang (1022 m) - Wagensonnriegel (959 m) - Wagnerspitze (1125 m) - Waldhäuserriegel (1151 m) - Wolfgangriegel (876 m) - Zwercheck (1333 m) |